# HNRNPH3
HNRNPH3 (англ. Heterogeneous nuclear ribonucleoprotein H3) – білок, який кодується однойменним геном, розташованим у людей на короткому плечі 10-ї хромосоми. Довжина поліпептидного ланцюга білка становить 346 амінокислот, а молекулярна маса — 36 926.
| 10         |  | 20         |  | 30         |  | 40         |  | 50         |
| ---------- |  | ---------- |  | ---------- |  | ---------- |  | ---------- |
| MDWVMKHNGP |  | NDASDGTVRL |  | RGLPFGCSKE |  | EIVQFFQGLE |  | IVPNGITLTM |
| DYQGRSTGEA |  | FVQFASKEIA |  | ENALGKHKER |  | IGHRYIEIFR |  | SSRSEIKGFY |
| DPPRRLLGQR |  | PGPYDRPIGG |  | RGGYYGAGRG |  | SMYDRMRRGG |  | DGYDGGYGGF |
| DDYGGYNNYG |  | YGNDGFDDRM |  | RDGRGMGGHG |  | YGGAGDASSG |  | FHGGHFVHMR |
| GLPFRATEND |  | IANFFSPLNP |  | IRVHIDIGAD |  | GRATGEADVE |  | FVTHEDAVAA |
| MSKDKNNMQH |  | RYIELFLNST |  | PGGGSGMGGS |  | GMGGYGRDGM |  | DNQGGYGSVG |
| RMGMGNNYSG |  | GYGTPDGLGG |  | YGRGGGGSGG |  | YYGQGGMSGG |  | GWRGMY     |

A: Аланін

C: Цистеїн

D: Аспарагінова кислота

E: Глутамінова кислота

F: Фенілаланін

G: Гліцин

H: Гістидин

I: Ізолейцин

K: Лізин

L: Лейцин

M: Метіонін

N: Аспарагін

P: Пролін

Q: Глутамін

R: Аргінін

S: Серин

T: Треонін

V: Валін

W: Триптофан

Кодований геном білок за функціями належить до рибонуклеопротеїнів, фосфопротеїнів. 
Задіяний у таких біологічних процесах, як процесинг мРНК, ацетилювання, альтернативний сплайсинг. 
Білок має сайт для зв'язування з РНК. 
Локалізований у ядрі.